# Epigramma
Az epigramma irodalmi műfaj. Rövid, tömör, csattanós költemény. Két szerkezeti részt (expozíció/előtag és klauzula/utótag) kapcsol össze, melyek általában ellentétben állnak egymással: először egy tényt vázol, majd egy váratlan következtetéssel jut el egy megállapításig, amely gyakran az első szerkezeti résszel ellentétes. Léteznek magasztos hangvételű, dicsőítő, valamint csípős, humoros epigrammák. Az újkori költészetben a didaktikus és az antik hagyományokat ápoló költészet kedvelte különösebben: a humanizmus és a klasszicizmus.
Más meghatározás szerint: az epigramma műfaji alapvonása a rövidség és a tömörség. Az ókori költészetben ugyanis a halottakat jellemző (gyakran varázsigeként használt) mondásokból alakult ki a műfaj: ez vált felirattá, kőbe vésve, a síremléken (a szó 'rávésés'-t, 'felirat'-ot jelent).
Általában két elem van: valamilyen tény (tárgy, dolog, személy) és a hozzá kapcsolódó, gyakran szellemes, ötletes megjegyzés, gondolat, csattanó. Ennek a két elemnek megfelelően van előkészítő része (előtagja) és lezáró része (utótagja), mely többnyire egy fordulat után következik. Gyakran jellemzi a műfajt ellentétek egységbe foglalása.
Az epigramma témája, hangneme, célja szerint igen változatos: megörökíthet gyászt, szerelmet, sokféle életmozzanatot; van tanító, harci, gúnyos (szatirikus) és politikai változata is.
Kedvelt versformája a disztichon, de más versformákban is gyakori.

## Története
Eredetileg az ókori görögöknél az epigramma egy verses feliratot jelentett sírköveken (sírfelirat) vagy más tárgyakon, majd az i. e. VI. századtól önállósult lírai műfajjá vált. A görögöknél még komoly, érzelmes hangulatú, majd később a rómaiaknál már csípős, szatirikus jellegű.

## Példák
„Itt fekszünk, vándor, vidd hírül a spártaiaknak:

 Megcselekedtük, amit megkövetelt a haza.”
Kölcsey Ferenc: Huszt
 „Bús düledékeiden, Husztnak romvára megállék;

    Csend vala, felleg alól szállt fel az éjjeli hold.

 Szél kele most, mint sír szele kél; s a csarnok elontott

    Oszlopi közt lebegő rémalak inte felém.

 És mond: Honfi, mit ér epedő kebel e romok ormán?

    Régi kor árnya felé visszamerengni mit ér?

 Messze jövendővel komolyan vess öszve jelenkort;

    Hass, alkoss, gyarapíts: s a haza fényre derűl!”

## Szerzők

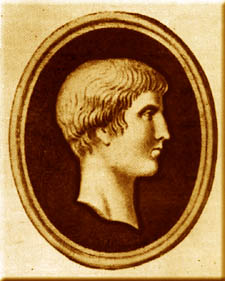
Martialis

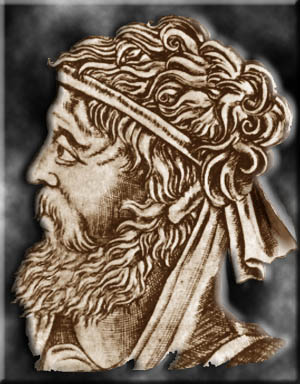
Catullus

- Anthologia Palatina – görög epigrammagyűjtemény
- I. Damasus pápa – sírfeliratok
- Szimónidész – A Thermopülai-i hősökre
- Anakreón – Gyűlölöm azt…
- Aszklépiadész – Életuntság
- Catullus – Gyűlölök és szeretek
- Martialis – Könyveiről
- Goethe és Schiller – Xéniák (1796)
- Janus Pannonius
  - Szilviához
  - Kigúnyolja Galeotto zarándoklását
  - Pannónia dicsérete
  - A narni Galeottóhoz
  - Egy dunántúli mandulafáról

- Balassi Bálint
  - Fulviáról
  - Az erdéli asszony kezéről
- Zrínyi Miklós – Az idő és hírnév
- Kazinczy Ferenc – Tövisek és virágok
- Batsányi János – A franciaországi változásokra
- Berzsenyi Dániel – Napoleonhoz
- Kölcsey Ferenc
  - Huszt
  - Emléklapra
  - Versenyemlékek
- Vörösmarty Mihály
  - Pázmán
  - Magyarország címere
- Petőfi Sándor – Felhők
- József Attila
  - Egy spanyol földmíves sírverse
  - Két hexameter
- Illyés Gyula
  - Jog a XX. században
  - Egy népfinak
  - Táviratok